# Septème
Septème é uma comuna francesa na região administrativa de Auvérnia-Ródano-Alpes, no departamento de Isère. Estende-se por uma área de 21,55 km². Em 2010 a comuna tinha 2 108 habitantes (densidade: 97,8 hab./km²).